# Pawłowski VI Hrabia
Pawłowski VI Hrabia (Pawłowski) – polski herb hrabiowski, odmiana herbu Ślepowron, nadany w Galicji.

## Opis herbu
Opis zgodnie z klasycznymi regułami blazonowania:
Tarcza dzielona w krzyż. W polach I i IV czerwonych na podkowie srebrnej zaćwieczony krzyż kawalerski złoty, na nim jastrząb naturalny z pierścieniem złotym z oczkiem; w polach II i III półksiężyc srebrny, nad rogami którego po jednej gwieździe złotej, między nimi strzała srebrna. Nad tarczą korona hrabiowska, nad którą trzy hełmy z klejnotami: klejnot I jastrząb jak w godle; klejnot II trzy pióra strusie przeszyte strzałą w prawo; klejnot III trzy pióra strusie. Labry z prawej czerwone podbite złotem, z lewej błękitne, podbite srebrem.

## Najwcześniejsze wzmianki
Tytuł hrabiowski (hoch- und wohlgeboren, graf) Austrii nadany Antoniemu Aegidusowi Pawłowskiemu 20 marca 1810. Podstawą nadania było posiadanie rozległych dóbr ziemskich. Wraz z tytułem nadano indygenat w krajach dziedzicznych. Do akt sprawy dołączony był projekt herbu, który zatwierdzono bez zmian jako herb nadany. Stąd nietypowy układ labrów, które wychodzą z korony hrabiowskiej.

## Herbowni
Jedna rodzina herbownych (herb własny):
- graf a Pawłowski.